# نورث هيل (كورنوال)
نورث هيل (بالإنجليزية: North Hill, Cornwall)‏ هي قرية وأبرشية مدنية تقع في المملكة المتحدة في إنجلترا. يقدر عدد سكانها بـ 1,019 نسمة .